# Трансформационная экономика
Трансформационная экономика —   коренное изменение главных экономических институтов и формирование новой институциональной структуры экономики.

## Особенности трансформационной экономики
1. Масштабность происходящих преобразований(30 стран с населением более 300 млн человек переходят от командно-административной к рыночной экономике).
2. Глубина преобразований(преобразования охватывают основы существующего строя: отношения собственности, политическую и правовую системы общества, общественное сознание).
3. Значительная роль государства в преобразовании социально-экономических отношений и направления демократизации и либерализации.
4. Гибкая внешнеэкономическая политика, учёт процессов либерализации.

### Основные черты трансформационной экономики
1. Стимулирование инвестиционной деятельности;
2. Экономическая стабилизация;
3. Адаптация к рыночным преобразованиям.

## Причины перехода от командно-административной, централизованно-планируемой экономики к экономике рыночного типа
1.Низкая эффективность общественного производства.
2.Несовершенство хозяйственного потенциала.
3.Исчерпание экстенсивных факторов экономического роста.
4.Отсутствие стимулов к производительному труду.

## Концепции перехода к рыночной экономике и их реализация в отдельных странах
В практике проведения рыночных реформ используются 2 основные теоретические концепции:
1.Концепция градуализма(эволюционного перехода).
2. Концепция «шоковой терапии»(радикального перехода).
Градуализм-это концепция, которая предполагает медленное, последовательное проведение системных экономических реформ, основную роль в которой играет государство.
В основе этой концепции лежат идеи Кейнса о несовершенстве рыночного механизма и необходимости его регулирования.
Достоинством перехода является отсутствие трансформационного спада в производстве, смягчение возможных негативных социальных последствий.
Недостаток-это медленные темпы формирования рыночных отношений в стране, значительная степень вмешательства государства в экономику.
Эта концепция начала формироваться в Венгрии, Югославии, где проводились исследования возможностей реформирования социалистической системы, через внедрение в неё элементов рыночной экономики.
В Югославии появилась теория «рыночного социализма»,а в Венгрии" свободной экономики".
Наиболее последовательно концепция градуализма реализуется в Китае, в котором темпы роста, развития составляют около 10 % роста ВВП в год.
Эта концепция реализуется также во Вьетнаме, Белоруссии, США и других странах.
«Шоковая терапия»-это концепция, которая предполагает быстрое, широкое и параллельное проведение мероприятий в области реформирования, централизованного планирования путём замены на рыночные отношения.
Основой концепции «шоковой терапии» являются теоретические и методические рекомендации МВФ и всемирного банка.
Концепция основана на идеях монетаризма, которые считают рынок наиболее эффективной формой экономической деятельности.
Достоинства концепции:
1.На её основе происходит быстрое становление рыночных отношений.
Недостатки концепции:
1.Высокая инфляция.
2.Резкое снижение доходов населения.
3.Рост безработицы.
4.Различные социальные проблемы.
Эта концепция использовалась в Польше, России, Литве, Латвии, Эстонии, Грузии и других странах.

## Белорусская модель социально-ориентированной рыночной экономики
Основные черты:
1.Значительная регулирующая роль государства.
2.Принцип постепенных эволюционных преобразований.
3.Сильная и эффективная государственная власть.
4.Модель, которая базируется не на массовой, а на индивидуальной приватизации.
5.Социальная направленность проводимых реформ.
6.Эффективность системы законодательства, обеспечивающая общность интересов государства в целом и каждого гражданина в отдельности.
7.Глубокие интеграционные процессы со странами СНГ, прежде всего с Россией.

## Проблемы экономики Республики Беларусь на современном этапе
1.Наличие организаций реального сектора экономики, имеющих неудовлетворительные результаты финансово-хозяйственной деятельности.
2.Относительно высокая материалоемкость и энергоемкость производства, зависимость её от конъюктуры цен на импортируемые топливно-энергетические и сырьевые ресурсы.
3.Слабая инновационная активность.
4.Дифференциация оплаты труда по комплексам, отраслям и сферам экономики.
5.Недостаточно высокий уровень пенсий, стипендий и других социальных выплат.

## Основные направления рыночных преобразований
Основные направления рыночных преобразований:
1.Институциональные преобразования отношений собственности.
2.Либерализация экономики.
3.Структурная перестройка национальной экономики.
4.Создание открытой экономики.
5.Реформирование социальной сферы.
1.Институциональные преобразования означают реформирование институтов власти, создание формальных и неформальных правил.
Основными институтами являются:
Формирование законодательства в налогово-финансовой сфере, гражданских отношений, института частной собственности.
2.Либерализация экономики -это отмена или ослабление государственного контроля над экономической деятельностью и экономическими параметрами(ценой, заработной платой, ставкой процента, обменным курсом), либерализацию внутренней и внешней торговли, дерегулирование бизнеса. Главный элемент этих процессов- либерализация цен, потому что именно свободные цены определяют поведение субъектов рынка.
3.Структурная перестройка национальной экономики характеризуется количественными и качественными изменениями:
А)трансформационной экономике свойственно появление предпринимательских структур различных форм собственности, негосударственных предприятий, бирж, коммерческих банков, фермерских хозяйств, негосударственных предприятий, страховых и других фондов.
4.Создание открытой экономики, которая включается в международное разделение труда и занимает соответствующее положение на мировом рынке.
5.Реформирование социальной сферы, которое предусматривает проведение реформ пенсионной системы, системы обязательного медицинского страхования, социального обеспечения, образования ЖКХ.
Главное направление реформ в социальной сфере- сочетание обеспеченных государственных услуг с рыночными, платными услугами.

## Роль государства в переходной экономике
В переходной экономике можно выделить 3 основных направления деятельности государства:
1.Создание правовых и организационных институтов(формирование частной собственности, правового государства, обеспечение свободы предпринимательства, проведение эффективной антимонопольной политики.
2.Переориентация государственной структуры управления на принципы демократии и развитие рыночной экономики.
3.Подход к новым формам регулирования, реализация социальной и экономической политики, выбор приоритетов развития.
Структурная политика в этот период преследует главной целью создания условий долгосрочного воздействия экономического роста.
Объектом её воздействия выступает совокупное предложение.
Необходимость государственного вмешательства в экономику переходного периода обусловлена:
1.Производством общественных благ.
2.Прогнозированием развития экономики.
3.Необходимостью обеспечения экономики определённой денежной массой.
4.Прогнозированием развития, создания прямых и косвенных регуляторов.
Цели государственного регулирования носят экономический, политический и социальный характер.
Выделяют следующие стратегии поведения государства:
1.Демонтаж административной системы(дебюрократизация, деэтатизация).
2.Стабилизация и регулирование общественной жизни(формирование новой экономической системы).
3.Уход из сфер экономической жизни, снижение роли государства, государство уступает место рыночным механизмам.

## Функции государства в трансформационной экономике
Функции государства в трансформационной экономике:
Первая группа:
А)Обеспечение правовой основы хозяйствования.
Б)Ликвидация негативных проявлений рынков(антимонопольное законодательство, охрана окружающей среды, сглаживание циклических колебаний).
Вторая группа:
А)Разработка хозяйственного права, согласно рыночным принципам.
Б)Создание конкурентной среды.
В)Приватизация государственной собственности.
Г)Обеспечение инвестиционной привлекательности.
Д)Обеспечение финансовой стабилизации.
Кроме этого, не менее важными функциями государства в трансформационной экономике являются:
1.Перестройка системы управления народным хозяйством.
2.Переход к новым формам регулирования.
3.Выработка стратегической политики, стратегии и тактики реформирования.

## Признаки централизованно-планируемой экономики
1.Высокая степень огосударствления национальных ресурсов.
2.Практическая монополия государства в сферах национального хозяйства и внешнеэкономических отношений.
3.Экономика с подавленным рынком.
4.Экономика сложной и малоэффективной системой тотального планирования.
5.Экономика с господством дефицита всех ресурсов и товаров.
6.Экономика с адекватной политической и правовой надстройкой.

## Признаки рыночной экономики
1.Наличие основной доли частной собственности на средства производства в национальном хозяйстве страны(более 50 %).
2.Спрос и предложение на товары и услуги со стороны потребителей и производителей соответственно.
3.Конкуренция.
4.Свободные цены на товары и услуги.

## Социальная политика в трансформационной экономике
Социальная политика в трансформационной экономике — это комплекс социально-экономических мер государства, предприятий, организаций, местных органов власти, направленных на повышение уровня и качества жизни населения, его защиту от безработицы и роста цен, обеспечение системы социальных гарантий.
Главная цель социальной политики при переходе к рыночной экономике — создание для каждого трудоспособного гражданина Республики Беларусь условий, позволяющих ему своим трудом и предприимчивостью обеспечить собственное благосостояние и благосостояние своей семьи, усиление адресности социальной поддержки со стороны государства слабо защищенных групп населения.
В основу новых подходов формирования социальной политики положен важнейший принцип «-от социального иждивенчества — к социальным гарантиям», означающий, прежде всего, защиту прав человека на свободный труд, создание системы жизнеобеспечения, соответствующей определённым жизненным стандартам, гарантию личной безопасности граждан в обществе.
В социальной политике Беларуси на современном этапе выделяется ряд приоритетных направлений:
1.Регулирование доходов и занятости. 
2.Социальная защита населения.
3.Забота о наиболее социально уязвимых его слоях, развитие социальной сферы.

## Инструменты государственного регулирования в переходной экономике
Существует множество инструментов государственного регулирования в переходной экономике.
К числу наиболее эффективных относят следующие:
- Создание правовых и организационных институтов формирование частной собственности правового государства.
- Обеспечение свободы предпринимательства.
- Проведение эффективной антимонопольной политики.
- Законодательные и правовые документы, издаваемые государством.
- Переход к новым факторам регулирования.
- Реализация социальной и экономической политики.
- Выбор приоритетов развития.
- Финансовая, денежно-кредитная политика.

## Суть теории"планирования развития"
Теория «планирования развития» предусматривает поддержку государством высоких темпов экономического роста путём устранения различных факторов сдерживающих это развитие. Средствами реализации данной теории являются:
1.Государственное регулирование.
2.Денежно-кредитная политика государства и т. д.